# Lucie (Suriname)
Lucie was een dorp aan de monding van de Lucie in de Corantijn, in het westen van het district Sipaliwini in Suriname.
Vijf kilometer stroomopwaarts van het voormalige dorpje aan de Corantijn ligt het dorp Amatopo met daarbij de Amatopo Airstrip. 
Het dorp werd in 2004 gesticht onder aanvoering van Trio-granman Asongo Alalaparoe. Het dorpshoofd was aangesloten bij de Vereniging Inheemse Dorpshoofden Suriname. Het dorp was tijdens het regenseizoen van 2008 overstroomd geweest en werd verlaten. Alle huizen zijn ondertussen verdwenen.
Alalapadoe · Amatopo · Anapi · Atipakondre · Coeroenie · Kasjoe-eiland · Kwamalasamoetoe · Lucie · Sakuru · Sipaliwinisavanne · Vier Gebroeders